# Чак (4-й сезон)
Четвёртый сезон американского телесериала в жанре комедийных приключений «Чак». В США показ сезона осуществлял телеканал NBC с 20 сентября 2010 года по 16 мая 2011 года.

## Сюжет
«Купи больше» отстроили и теперь это новейшая технологизированная база ЦРУ и АНБ. Морган (Джошуа Гомес) становится менеджером магазина и возвращает весь предыдущий персонал во главе с Джеффом (Скотт Крински) и Лестером (Вик Сахай). Кроме того, после разрыва с Анной новоявленный менеджер начинает встречаться с дочерью Кейси Алекс (Мекенна Мелвин). Чак (Закари Ливай) и Морган отправляются на поиски мамы Чака. Позже им в этом помогают Кейси (Адам Болдуин) и Сара (Ивонн Страховски). Оказалось, что мать Чака — бывший агент ЦРУ, которая почти 20 лет работает в преступной организации, занимающейся производством и сбытом оружия «Волков Индастриз». К тому же выясняется, что, скрываясь от своих родных, Мэри (Линда Хэмилтон) в прямом смысле спасала их от постоянной угрозы со стороны Волкова. Она пожертвовала семейной жизнью, покинув детей много лет назад, в обмен на их безопасность. Также Чак скоро станет дядей, поэтому он с ещё большим рвением хочет найти маму. Сара становится двойным агентом у «Волков Индастриз» и они вместе с Чаком, матерью и его командой сажают Волкова (Тимоти Далтон) в тюрьму и разрушают компанию. У Элли (Сара Ланкастер) и Девона (Райан Макпартлин) рождается дочь Клара. Чак делает предложение Саре и они готовятся к свадьбе.
Компьютер, который был завещан Элли её отцом, содержит важную, но недоработанную информацию об исследованиях, связанных с Интерсектом. Элли продолжает работу. Появляется дочь Волкова, Вивиан (Лорен Коэн), и получает наследство своего отца. В старом ноутбуке Ориона Элли находит файлы о таинственном агенте Х, которым оказывается старый друг Ориона, которого превратили в Алексея Волкова. При попытке захватить разработанное «Волков Индастриз» супероружие «Викинг», которое может избирательно убить любого человека по его ДНК, Сара убивает наставника Вивиан в «преступном мире», который завлёк её в мир преступности, в ответ Вивиан использует «Викинга» на Саре прямо в день их свадебной вечеринки. Чак, естественно, не мог позволить ей умереть, поэтому подключил к её спасению всех, кого мог — в первую очередь сестру с мужем, которые, будучи врачами, дали Саре необходимое время, после чего отправился за Алексеем Волковым прямо в тюрьму. Волкова он освободил, но, оказалось, что из него удалили программу, которая делала его безжалостным психопатом-олигархом, и теперь он оказался тем самым учёным, который постарел на 30 лет, обзавёлся дочерью-гангстером и не имеет никакого понятия о происходящем.
Тем не менее, он-таки смог найти антидот, оказавшийся не совсем подходящим, после чего отправился вместе с Чаком к своей дочери Вивиан за настоящим антидотом. Они умоляют её отдать антидот, а Волков пытается убедить дочь отречься от мафии. Тем временем, лицо, стёршее криминальное прошлое Алексея, пытается помешать команде Бартовски спасти Сару, но Чак прибегает к помощи «кошек», давних боевых подруг Сары, и вместе с ними и русским спецназом проходит к больнице и спасает Сару. Они женятся, получают в подарок все активы «Волков Индастриз» и покупают «Купи больше». Интерсект из Чака удалён, а взамен Бэкман (Бонита Фридериси) присылает новый под видом солнечных очков с суперкомпьютером, которые по ошибке надевает Морган.

## В ролях

### Основной состав
- Закари Ливай — агент Чарльз «Чак» Бартовски (24 эпизода)
- Ивонн Страховски — агент Сара Уолкер (24 эпизода)[прим. 1]
- Адам Болдуин — полковник Джон Кейси (24 эпизода)
- Джошуа Гомес — Морган Граймс (24 эпизода)
- Сара Ланкастер — доктор Элеонора «Элли» Бартовски-Вудкомб (21 эпизод)
- Райан Макпартлин — доктор Девон «Капитан Великолепный» Вудкомб (18 эпизодов)
- Марк Кристофер Лоуренс — Майкл «Большой Майк» Такер (16 эпизодов)
- Скотт Крински — Джеффри «Джефф» Барнс (18 эпизодов)
- Вик Сахай — Лестер Пател (18 эпизодов)
- Бонита Фридериси — бригадный генерал Дайан Бэкман (21 эпизод)

### Второстепенный состав
- Мекенна Мелвин — Алекс Макхью (12 эпизодов)
- Линда Хэмилтон — Мэри Элизабет Бартовски (11 эпизодов)
- Тимоти Далтон — Алексей Волков (6 эпизодов)
- Оливия Манн, Исайя Мустафа, Стэйси Киблер и Саммер Глау — «Грета» (5 эпизодов)
- Лорен Коэн — Вивиан Макартур (5 эпизодов)
- Робин Гивенс — Джейн Бентли (3 эпизода)
- Рэй Уайз — Райли (3 эпизода)
- Ричард Чемберлен — Бельгиец (2 эпизода)
- Мини Анден — Карина Миллер (2 эпизода)

## Эпизоды
| № общий | № в сезоне | Название                                                                       | Режиссёр             | Автор сценария                         | Дата премьеры    | Произв. код | Зрители в США (млн) |
| --- | ---------- | ------------------------------------------------------------------------------ | -------------------- | -------------------------------------- | ---------------- | ----------- | ------------------- |
| 55 | 1          | «Чак против Годовщины» «Chuck Versus the Anniversary»                          | Роберт Данкан МакНил | Крис Федак                             | 20 сентября 2010 | 3X6301      | 5,79                |
| Когда ЦРУ получает контроль над «Купи больше», а Чак увольняется из ЦРУ, Чак и Морган переворачивают мир в поисках матери Чака, пропавшей много лет назад. Тем временем Кейси и Сара отслеживают оперативника Марко из загадочных «Волков Индастриз». Элли делится с Чаком великой новостью, касающейся семьи.                                                                                            |            |                                                                                |                      |                                        |                  |             |                     |
| 56 | 2          | «Чак против Чемодана» «Chuck Versus the Suitcase»                              | Гейл Манкаса         | Рэйф Джудкинс и Лорен ЛеФранк          | 27 сентября 2010 | 3X6302      | 5,37                |
| Чаку, вновь работающему на ЦРУ, и Саре нужно срочно выкрасть «умные» пули у одной из оперативниц «Волков Индастриз», которая также является и моделью. Для этого они едут в Милан под прикрытием. Тем временем Морган находит слабое место в новом «Купи больше». |            |                                                                                |                      |                                        |                  |             |                     |
| 57 | 3          | «Чак против Фианита» «Chuck Versus the Cubic Z»                                | Норман Бакли         | Николас Уоттон                         | 4 октября 2010   | 3X6303      | 5,38                |
| После того, как перевод Хизер Чандлер из одной тюрьмы в другую пойдет наперекосяк, заклятая школьной подруга Сары появляется на базе ЦРУ под охраной Чака и Сары. К тому же вместе с Чандлер на базу прибывает один из преступников, упрятанных за решётку Чаком… |            |                                                                                |                      |                                        |                  |             |                     |
| 58 | 4          | «Чак против Французского переворота» «'Chuck Versus the Coup d'Etat'»          | Роберт Данкан МакНил | Кристин Ньюман                         | 11 октября 2010  | 3X6304      | 5,33                |
| В благодарность за спасение жизни Капитаном Великолепным, премьер Алехандро Гойи приглашает его и Элли, а также Чака и Сару посетить прекрасный остров Коста-Гравас и свой дворец. Однако у прекрасной жены Гойи есть свои планы насчёт будущего страны… Вернувшись домой, Морган начинает встречаться с Алекс, но не решается рассказать об этом Кейси.                                                  |            |                                                                                |                      |                                        |                  |             |                     |
| 59 | 5          | «Чак против Ступора» «Chuck Versus the Couch Lock»                             | Майкл Шварц          | Генри Алонсо Майерс                    | 18 октября 2010  | 3X6305      | 5,23                |
| В 1999 году при президенте Клинтоне Кейси работал с другой командой, предавшей его. Кейси сдал их властям, однако они вскоре сбежали. Им нужен отпечаток руки Кейси, чтобы добраться до золота. Для того чтобы их поймать, Чак предлагает инсценировать похороны Кейси. Однако всё проходит не так, как предполагалось. У Моргана появляется шанс рассказать Кейси о своих отношениях с его дочерью.      |            |                                                                                |                      |                                        |                  |             |                     |
| 60 | 6          | «Чак против Обители ужаса» «Chuck Versus the Aisle of Terror»                  | Джон Стюарт Скотт    | Крэйг ДиГрегорио                       | 25 октября 2010  | 3X6306      | 5,45                |
| Команда Бартовски охотится на учёного, создавшего опаснейший токсин, который вызывает галлюцинации и непреодолимый страх, и который собирается продать токсин «Волков Индастриз». Между тем, Чак никак не может понять является ли его мать двойным агентом. |            |                                                                                |                      |                                        |                  |             |                     |
| 61 | 7          | «Чак против Первой ссоры» «Chuck Versus the First Fight»                       | Аллан Крокер         | Рэйф Джудкинс и Лорен ЛеФранк          | 1 ноября 2010    | 3X6307      | 5,47                |
| Чак отправляется на миссию с Грегори Татлом, связным его матери Мэри Бартовски в МИ-6, у которого есть доказательства невиновности Мэри. Он и Татл попадаются оперативникам Волкова, а в это время Сара и Кейси спешат на помощь Чаку. Между тем, Элли всё глубже погружается в историю семью Бартовски.                                                                                                  |            |                                                                                |                      |                                        |                  |             |                     |
| 62 | 8          | «Чак против Страха смерти» «Chuck Versus the Fear of Death»                    | Роберт Данкан МакНил | Николас Уоттон                         | 15 ноября 2010   | 3X6308      | 5,43                |
| Чак боится, что потеря Интерсекта может закончить и его шпионскую карьеру, и отношения с Сарой. Боясь, что последние неудачи вобьют клин между ним и Сарой, Чак решает самоутвердиться с помощью опасной миссии, с имеющим мало выдержки агентом Джимом Рэем. Тем временем, Морган и Кейси большие проблемы - кое-кто из «Купи больше» пытается раскрыть истинную личность Греты.                         |            |                                                                                |                      |                                        |                  |             |                     |
| 63 | 9          | «Чак против Третьей фазы» «Chuck Versus Phase Three»                           | Антон Кроппер        | Кристин Ньюман                         | 22 ноября 2010   | 3X6309      | 4,80                |
| Чтобы поймать Бельгийца, который захватил Чака и пытается извлечь Интерсект из его головы, Сара Уолкер, Морган Граймс и Джон Кейси отправляются в джунгли Юго-Восточной Азии. Между тем, Элли и Великолепный погружаются в тайны Стивена Бартовски, которые он оставил на своем компьютере. |            |                                                                                |                      |                                        |                  |             |                     |
| 64 | 10         | «Чак против Объедков» «Chuck Versus the Leftovers»                             | Закари Ливай         | Генри Алонсо Майерс                    | 29 ноября 2010   | 3X6310      | 6,17                |
| Мама Чака и Алексей Волков приходят к Элли и Девону на обед на следующий день после Дня Благодарения, что создает немало трудностей. Морган и команда «Купи больше» готовятся к «самому чёрному дню в году». Тем временем Элли узнаёт больше о семейных тайнах. |            |                                                                                |                      |                                        |                  |             |                     |
| 65 | 11         | «Чак против Балкончика» «Chuck Versus the Balcony»                             | Джей Чандрашекхар    | Макс Денби                             | 17 января 2011   | 3X6311      | 5,97                |
| Чак решает сделать Саре предложение во время миссии во Франции, где им нужно найти наночип. Лестер просит у Большого Майка совет насчёт отношений с девушками, а Морган одновременно пытается помочь Чаку и сделать предложение, и добыть наночип. |            |                                                                                |                      |                                        |                  |             |                     |
| 66 | 12         | «Чак против Гобблера» «Chuck Versus the Gobbler»                               | Милан Чейлов         | Крейг ДиГрегорио                       | 24 января 2011   | 3X6312      | 6,06                |
| Сара идёт под прикрытие в «Волков Индастриз», надеясь освободить мать Чака и найти способ разрушить организацию изнутри. Чтобы сделать это, Чак, Кейси и Морган помогают ей вытащить из тюрьмы Юрия Гобблера, у которого есть сеть Гидра. Сара обязана доказать свою преданность Волкову, убив Кейси. Капитан Великолепный и Элли пытаются найти компромисс в выборе имени для будущего ребенка.          |            |                                                                                |                      |                                        |                  |             |                     |
| 67 | 13         | «Чак против Музыки для Родов» «Chuck Versus the Push Mix»                      | Питер Лоэр           | Рэйф Джудкинс и Лорен ЛеФранк          | 31 января 2011   | 3X6313      | 5,57                |
| Хотя Сара под прикрытием в «Волков Индастриз», пытается спасти мать Чака Мэри, Чак и Морган берут дело в свои руки и разрабатывают план, как разрушить организацию Волкова. В больнице Кейси пытается наладить отношения с дочерью. |            |                                                                                |                      |                                        |                  |             |                     |
| 68 | 14         | «Чак против Невыполнимого Соблазнения» «Chuck Versus the Seduction Impossible» | Патрик Норрис        | Крис Федак и Кристин Ньюман            | 7 февраля 2011   | 3X6314      | 5,41                |
| Чак, Сара и Кейси отправляются в Марокко, чтобы спасти своего старого друга Роана Монтгомери. В то же время Морган встречается с Кэйтлин МакХью, матерью Алекс, а Мэри Бартовски пытается наладить отношения с Элли и Девоном. |            |                                                                                |                      |                                        |                  |             |                     |
| 69 | 15         | «Чак против Отряда Кошек» «Chuck Versus the Cat Squad»                         | Пол Маркс            | Николас Уоттон                         | 14 февраля 2011  | 3X6315      | 5,47                |
| Чак делает сюрприз Саре - воссоединяет её со старой шпионской командой под названием «Отряд Кошек», в которой участвовала и Карина. Команда летит в Рио-де-Жанейро, чтобы помериться силами с их давним противником Аугусто Гаезом, однако старые обиды начинают мешать настоящей миссии. Тем временем, отношения Моргана и Алекс находится под угрозой после возвращения Карины, бывшей девушки Моргана. |            |                                                                                |                      |                                        |                  |             |                     |
| 70 | 16         | «Чак против Маскарада» «Chuck Versus the Masquerade»                           | Патрик Норрис        | Рэйф Джудкинс и Лорен ЛеФранк          | 21 февраля 2011  | 3X6316      | 5,48                |
| День Святого Валентина испорчен, когда команда отправляется защищать Вивиан МакАртур, наследницу «Волков Индастриз». Кейси получает соблазнительное предложение по работе от Джейн Бэнтли, а Морган принимает важное решение. |            |                                                                                |                      |                                        |                  |             |                     |
| 71 | 17         | «Чак против Первого Банка Зла» «Chuck Versus the First Bank of Evil»           | Фред Туа             | Генри Алонсо Майерс и Крейг ДиГрегорио | 28 февраля 2011  | 3X6317      | 5,35                |
| Чак Бартовски просит Вивиан МакАртур представиться Вивиан Волков, главой «Волков Индастриз», для миссии и добыть из банка секретную информацию. Для этого он просит её перевоплотиться в злодейку, настоящую дочь своего отца. Морган ищет нового соседа по квартире и это приводит к неожиданному результату.                                                                                            |            |                                                                                |                      |                                        |                  |             |                     |
| 72 | 18         | «Чак против Команды А» «Chuck Versus the A-Team»                               | Кевин Мок            | Фил Клеммер                            | 14 марта 2011    | 3X6318      | 4,92                |
| Когда Чака и Сару перестают посылать на миссии, они решают выяснить, что происходит и понимают, что Кейси начинал работать с другой командой. Они решают доказать, что они по-прежнему лучшая команда. |            |                                                                                |                      |                                        |                  |             |                     |
| 73 | 19         | «Чак против Убиийства» «Chuck Versus the Muuurder»                             | Аллан Крокер         | Алекс Кэтснельсон и Кристин Ньюман     | 21 марта 2011    | 3X6319      | 4,23                |
| Четыре потенциальных агента ЦРУ приехали на базу, чтобы Чак с помощью Сары, Кейси и Моргана определил, кто из них станет Интерсектом. Однако всё выходит из-под контроля, когда оказывается, что они заблокированы в убежище с убийцей… Между тем, сотрудники «Купи больше» пытаются спасти Большого Майка из «Лардж Марта», где его держат в заложниках.                                                 |            |                                                                                |                      |                                        |                  |             |                     |
| 74 | 20         | «Чак против Семьи Волковых» «Chuck Versus the Family Volkoff»                  | Роберт Данкан МакНил | Аманда Кейт Шуман и Николас Уоттон     | 11 апреля 2011   | 3X6320      | 4,03                |
| Когда ЦРУ заказывает убить Вивиан Волков, Чак должен довериться опасному союзнику - отцу Вивиан Алексею Волкову. Между тем, Элли подозревает, что её мать мешает ей искать информацию о прошлом её отца на компьютере Стивена Бартовски. |            |                                                                                |                      |                                        |                  |             |                     |
| 75 | 21         | «Чак против Организатора Свадеб» «Chuck Versus the Wedding Planner»            | Антон Кроппер        | Рэйф Джудкинс и Лорен ЛеФранк          | 18 апреля 2011   | 3X6321      | 4,22                |
| Когда у Чака и Сары похищает все деньги мошенница, представившаяся организатором свадеб, они обращаются к отцу Сары, аферисту, за помощью. Тем временем Морган просит Кейси встретиться с матерью Алекс и сказать, что он жив. |            |                                                                                |                      |                                        |                  |             |                     |
| 76 | 22         | «Чак против Агента Х» «Chuck Versus Agent X»                                   | Роберт Данкан МакНил | Фил Клеммер и Крейг ДиГрегорио         | 2 мая 2011       | 3X6322      | 4,10                |
| На мальчишник Чака приходят незваные гости, а Элли делает открытие в компьютере Ориона, которое может изменить жизнь. |            |                                                                                |                      |                                        |                  |             |                     |
| 77 | 23         | «Чак против Последних Деталей» «Chuck Versus the Last Details»                 | Питер Лоэр           | Генри Алонсо Маерс и Кристин Ньюман    | 9 мая 2011       | 3X6323      | 4,10                |
| Приготовления к свадьбе Чака и Сары включают в себя последнюю деталь: обеспечение того, чтобы мать жениха дожила до церемонии. Между тем Морган, и по совместительству друг жениха, идет на свою самую опасную миссию и сталкивается с Вивиан Волков. Тем временем, Элли организовывает репетицию свадебного ужина и просит помощь в создании видео о Чаке и Саре у Джеффа и Лестера.                     |            |                                                                                |                      |                                        |                  |             |                     |
| 78 | 24         | «Чак против Клиффхэнгера» «Chuck Versus the Cliffhanger»                       | Роберт Данкан МакНил | Крис Федак и Николас Уоттон            | 16 мая 2011      | 3X6324      | 4,53                |
| В Сару стреляют из ВИКИНГА(оружие способное убить человека с помощью его ДНК). Она попадает в глубокую кому и для того чтобы спасти жизнь Сары, Чаку приходится идти против ЦРУ. |            |                                                                                |                      |                                        |                  |             |                     |

## Заметки
1. ↑  В эпизоде «Чак против Клиффхэнгера» Сара выходит замуж за Чака и берёт его фамилию, становясь Сарой Бартовски.